# 모즐리의 법칙

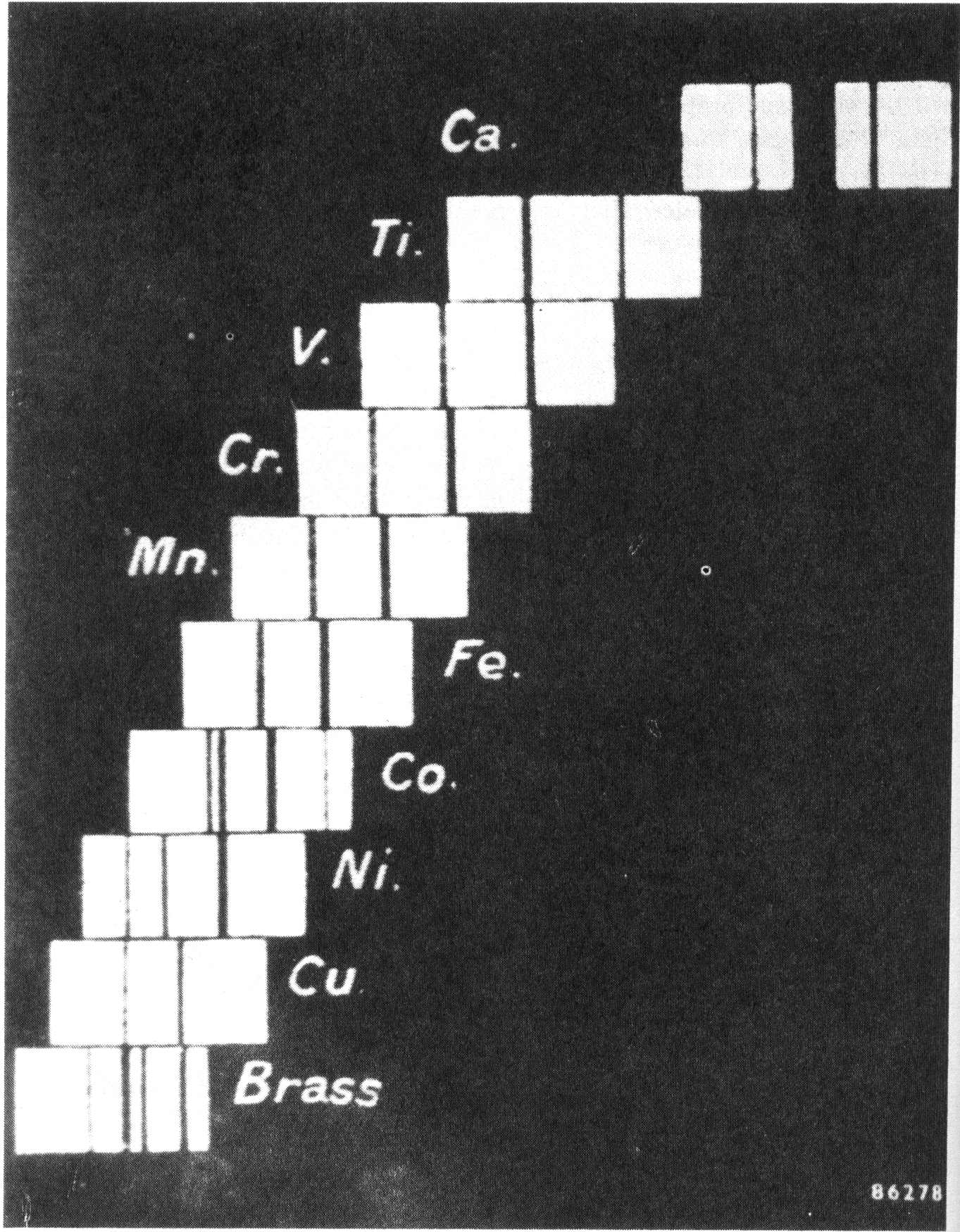
여러 가지 원소에 대한 Kα 및 Kβ 엑스레이 방출선에 대한 사진 기록

모즐리의 법칙(Moseley's law)은 원자에 의해 방출되는 특징적인 X 선에 관한 실험 법칙이다. 이 법칙은 1913년 영국의 물리학자인 헨리 모즐리에 의해 발견되어 출판되었다. 원자에서 모든 양의 전하 혹은 거의 모든 양의 전하가 원자핵에 위치하고 원자 번호의 정수 단위와 관련된다는 원자핵에 의한 원자 모형의 개념을 정량적으로 정당화하는 것은 역사적으로 중요하다. 모즐리의 연구가 나오기 전까지는 "원자 번호"는 주기율표에서 원소의 위치에 불과했으며 측정 가능한 물리량과 관련이 있는 것으로 알려지지 않았다. 모즐리는 화학 원소에서 방출 되는 특징적인 X 선의 주파수가 원소의 원자 번호와 유사한 숫자의 제곱에 비례함을 보여주었는데, 이러한 발견은 판 덴 브룩(Van den Broek)과 닐스 보어의 원자 모델에서 원자번호가 원자핵의 양성자의 개수와 동일하다는 것을 뒷받침해 주었다. 간단히 말해서, 방사된 X 선 주파수의 제곱근이 원자 번호에 비례한다는 법칙이다.